# Goldfish (craquelin)
 (août 2024).
Le contenu est difficilement compréhensible vu les erreurs de traduction, qui sont peut-être dues à l'utilisation d'un logiciel de traduction automatique.
Les Goldfish sont des craquelins en forme de poisson produits par Pepperidge Farm, qui est une division de Campbell Soup Company . La mascotte du produit, Finn, est un poisson rouge souriant qui porte généralement des lunettes de soleil, bien qu'il soit aperçu avec divers accessoires sur les emballages de différentes saveurs.
Les craquelins Goldfish ont été inventé par Oscar J. Kambly, de la biscuiterie du même nom, en 1958 .
La marque a fait son apparition en Amérique du Nord en 1962, lorsque Margaret Rudkin, la fondatrice de Pepperidge Farm, revient d'un séjour en Suisse durant lequel elle goûte aux craquelins.
Depuis 1997, un visage souriant figure sur environ 40% des craquelins.
pour célébrer sa femme, qui était Poissons, un symbole astrologique dont la forme est celle d'un poisson.Les cinq saveurs initiales des crackers Goldfish lancées aux États-Unis étaient légèrement salées (plus tard désignées « originales »), fromage, barbecue, pizza et fumée. Le fromage cheddar, qui devint plus tard la saveur la plus populaire de la marque, n'a été introduit qu'en 1966. En 1997, le visage souriant a été ajouté à Goldfish, apparaissant sur environ 40 % des crackers,.